# Чепигинское сельское поселение
Чепигинское се́льское поселе́ние — муниципальное образование в Брюховецком районе Краснодарского края России.
В рамках административно-территориального устройства Краснодарского края ему соответствует Чепигинский сельский округ.
Административный центр — станица Чепигинская.

## Население
| 2010  | 2012  | 2013  | 2014  | 2015  | 2016  | 2017  |
| ----- | ----- | ----- | ----- | ----- | ----- | ----- |
| 3770  | ↘3754 | ↘3738 | ↘3727 | ↘3719 | ↘3679 | ↘3675 |
| 2018  | 2019  | 2020  | 2021  | 2023  |       |       |
| ↘3663 | ↘3605 | ↘3567 | ↘2661 | ↘2634 |       |       |

## Населённые пункты
В состав сельского поселения (сельского округа) входят 5 населённых пунктов:
| № | Населённый пункт | Тип населённого пункта | Население (чел.) |
| - | ---------------- | ---------------------- | ---------------- |
| 1 | Киновия          | хутор                  | ↗366             |
| 2 | Лебяжий Остров   | посёлок                | ↗399             |
| 3 | Лиманский        | посёлок                | ↗510             |
| 4 | Раздольный       | посёлок                | ↗458             |
| 5 | Чепигинская      | станица                | ↗2037            |

## Местное самоуправление
Глава Чепигинского сельского поселения с 5 апреля 2015 года — Шинкаренко Наталия Николаевна.